# Rudolf Lindau

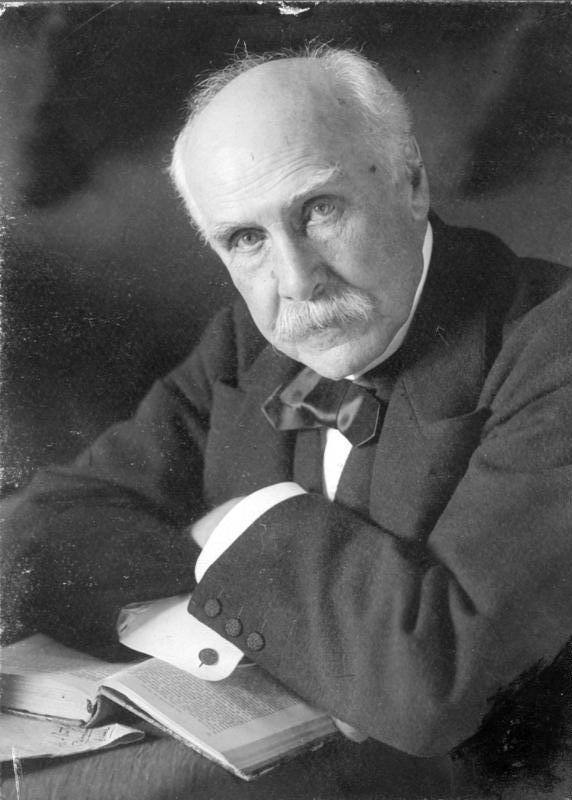
Rudolf Lindau.

Rudolf Lindau, född den 10 oktober 1829 i Gardelegen, död den 14 oktober 1910 i Paris, var en tysk diplomat och författare.  Han var bror till Paul Lindau och morbror till Annie Vivanti.
Lindau, som tidtals var köpman, tidtals diplomat, hade grundligt lärt känna östra Asien, förvärvade rikedom i Amerika, var en tid anställd som privatsekreterare hos furst Bismarck och deltog efter 1892 i Konstantinopel som tyskt ombud i förvaltningen av Turkiets statsskuld.  Genom dessa vidsträckta resor och skiftande sysslor hade Lindau lärt känna samhällets övre skikt, främlingskolonierna i Kina och Japan, Orientens brokiga värld och det hemliga spelet bakom kulisserna.
Ur dessa sina erfarenheter tog Lindau ämnena för sina romaner och noveller (samlade i sex band 1893), av vilka de smärre berättelserna Reisegefährten, Der lange Holländer, Die kleine Welt (Den lilla verlden), och de stora romanerna Robert Ashton (1877), Gute Gesellschaft (1879) och Fanar und Mayfair (1898) kan nämnas. Lindau skrev dessutom reseskildringar med mera.

## Svenska böcker
- Den aningsfulle: novell (T. Hedlund, 1878)
- En afvecklad affär: novell (Löfving, 1878)
- Den lilla verlden: berättelse från Japan (Die kleine Welt) (Helsingfors, 1880)
- Gästen ; Nattherberget ; Förspild lycka (Looström, 1882)
- Robert Ashton (Robert Ashton) (Stockholm, 1885)
- Noveller från Japan (översättning Fredrique Paijkull, Almquist & Wiksell, 1885)
- Kvinnonycker (översättning A. Berg (dvs. Adil Bergström), Holmquist, 1917)